# Unik
Unik – w sportach i sztukach walki zejście z linii ataku, uchylenie się przed atakiem lub też taka zmiana dystansu, która czyni atak przeciwnika nieskutecznym.
Unik jest podstawowym elementem takich sztuk i sportów walki jak kendo, aikido, boks, capoeira.